# Kristen Johnston
Kristen Angela Johnston (Washington, 20 settembre 1967) è un'attrice statunitense, nota per la sua partecipazione alla serie televisiva Una famiglia del terzo tipo, per il ruolo di Wilma Flintstone ne I Flintstones in Viva Rock Vegas e per la parte di Ivona Pompilova nel film Austin Powers - La spia che ci provava.

## Biografia
Nota per la sua statura, è alta 1.83, Kristen Angela Johnston è figlia di un'agente immobiliare e di un senatore repubblicano, è cresciuta nel Wisconsin, alla periferia di Milwaukee. Diplomatasi alla Whitefish Bay High School, studia recitazione alla New York University.
Debutta sui palcoscenici teatrali newyorkesi con la Atlantic Theater Company, compagnia teatrale fondata dal commediografo David Mamet. Durante la sua collaborazione con la compagnia è apparsa in diverse produzioni tra cui Come vi piace di Shakespeare e Stage Door di Edna Ferber. Nel 1993 partecipa al cortometraggio The Debt, vincitore del miglior cortometraggio al Festival di Cannes.
Televisivamente parlando ha conosciuto la popolarità grazie alla serie TV Una famiglia del terzo tipo, dove interpretava un tenente alieno arrivato sulla Terra con le sembianze di una donna umana di nome Sally Solomon. Ha lavorato nella serie dal 1996 al 2001, recitando al fianco di John Lithgow, Jane Curtin e Joseph Gordon-Levitt, per questo ruolo ha vinto due Premi Emmy nella categoria di migliore attrice non protagonista in una serie commedia. Nel 1998 ha avuto una breve esperienza come modella apparendo sulla copertina dell'album dei Bad Religion No Substance. Nel 1999 interpreta il ruolo comico di Ivona Pompilova in Austin Powers - La spia che ci provava al fianco di Mike Myers, l'anno successivo ottiene la parte di Wilma Flintstone ne I Flintstones in Viva Rock Vegas, prequel de I Flintstones, adattamento cinematografico in live-action dell'omonima serie di Hanna-Barbera.
È apparsa nell'episodio Via da New York nell'ultima stagione di Sex and the City, dove ha interpretato Lexi Featherston, donna che durante una festa cade accidentalmente dalla finestra e muore. Sempre per la televisione ha lavorato in alcuni episodi della dodicesima stagione di E.R. - Medici in prima linea, interpretando la tenace infermiera Eve Peyton. È inoltre apparsa nel ruolo di Helen in alcune puntate della quarta stagione di Ugly Betty.
Al cinema è apparsa nelle commedie, Scrivimi una canzone con Hugh Grant e Bride Wars - La mia migliore nemica, con Kate Hudson e Anne Hathaway.
Dal 2011 al 2015 è stata una delle protagoniste della sitcom The Exes nel ruolo Holly Brooks.
Dal 2017 è entrata nel cast della serie tv Mom, nel ruolo di Tammy Diffendorf, accanto ad Allison Janney e Anna Faris.

## Filmografia parziale

### Cinema
- Colin Fitz (Colin Fitz Lives!), regia di Robert Bella (1997)
- Austin Powers - La spia che ci provava (Austin Powers: The Spy Who Shagged Me), regia di Jay Roach (1999)
- I Flintstones in Viva Rock Vegas (The Flintstones in Viva Rock Vegas), regia di Brian Levant (2000)
- Austin Powers in Goldmember, regia di Jay Roach (2002) - non accreditata
- Scrivimi una canzone (Music and Lyrics), regia di Marc Lawrence (2007)
- Bride Wars - La mia migliore nemica (Bride Wars), regia di Gary Winick (2009)
- L'uragano Bianca 2: dalla Russia con odio (Hurricane Bianca 2: From Russia with Hate), regia di Matt Kugelman (2018)

### Televisione
- Una famiglia del terzo tipo (3rd Rock from the Sun) - serie TV, 139 episodi (1996-2001)
- Sex and the City – serie TV, episodio 6x18 (2004)
- E.R. - Medici in prima linea (ER) - serie TV, 6 episodi (2005)
- Kim Possible - serie TV, episodio 4x06 (2007)
- Ugly Betty - serie TV, episodi4x02-4x13-4x14 (2009-2010)
- Modern Family - serie TV, episodio 6x09 (2014)
- The Exes - serie TV, 64 episodi (2011-2015)
- Mom - serie TV, 42 episodi (2017-2021)

## Doppiatrici italiane
- Stefania Giacarelli in Una famiglia del terzo tipo, Bride Wars - La mia migliore nemica
- Alessandra Cassioli in I Flintstones in Viva Rock Vegas
- Laura Romano in Scrivimi una canzone
- Alessandra Chiari in Mom